# Dioptrornis
A Dioptrornis  a madarak osztályának verébalakúak (Passeriformes) rendjébe és a légykapófélék (Muscicapidae) családjába tartozó nem. Nem minden szervezet által használt nem, egyesek a Melaenornis nembe sorolják ezeket a fajokat is.

## Rendszerezésük
A nemet Gustav Adolf Fischer és Anton Reichenow írták le 1884-ben, az alábbi 3 faj tartozik ide:
- Dioptrornis chocolatinus[1] vagy Melaenornis chocolatinus[2]
- gyűrűsszemű légykapó (Dioptrornis fischeri[1] vagy Melaenornis fischeri)[2]
- Dioptrornis brunneus[1] vagy Melaenornis brunneus[2]